# Lorenzo Porzio
Lorenzo Porzio, né le 24 août 1981 à Rome, est un rameur italien.

## Biographie

### Palmarès

#### Aviron aux Jeux olympiques
- 2004 à Athènes,  Grèce
  -  Médaille de bronze en quatre sans barreur[1]